# Fuirena bullifera
Fuirena bullifera là loài thực vật có hoa trong họ Cói. Loài này được J.Raynal & Roessler mô tả khoa học đầu tiên năm 1977.